# 278 av. J.-C.
Cette page concerne l'année 278 av. J.-C. du calendrier julien proleptique.

## Événements
- 20 avril (21 avril du calendrier romain) : début à Rome du consulat de Gaius Fabricius Luscinus (pour la seconde fois) et Quintus Aemilius Papus (pour la seconde fois). Le médecin de Pyrrhus offre aux consuls d’empoisonner le roi d’Épire contre une récompense, mais Fabricius refuse l’offre et le dénonce à Pyrrhus[1]. 
  - Alliance de Rome et de Carthage qui envoie à Ostie Magon avec une flotte de secours contre Pyrrhus[2].
- 20 juin : dédicace du temple consacré à Summanus près du Circus Maximus à Rome, après que la statue en terre cuite du dieu du temple de Jupiter capitolin eut été détruite par la foudre et sa tête jetée dans le Tibre[3].
- Automne : Pyrrhus passe en Sicile à l’appel de Sositratos d’Agrigente pour combattre les Carthaginois ; il débarque à Catane, puis est reçu chaleureusement à Syracuse où le tyran Theonon quitte la forteresse d’Ortygie où il s’était réfugié ; Pyrrhus est élu commandant en chef[2]. Son général, Milon, reste à Tarente avec une garnison. Il ne peut empêcher la progression des Romains en Italie[4].
- 6 décembre (13 décembre du calendrier romain) : triomphe du consul Fabricius sur les Samnites, les Lucaniens et les Bruttiens[1].

- Victoire des Étoliens sur les Galates, qu'ils poursuivent jusqu’au Spercheios, leur frontière nord. En conséquence de leur victoire, les Phocidiens et les Étoliens prennent de nouveau part à l’amphictyonie[5]. Ils accomplissent en même temps de grands progrès territoriaux (Acarnanie, Phocide, Locride orientale, Thessalie) et constituent l’État grec le plus étendu ayant jamais existé.

- Les Scordisques, peuple celte sous la direction de leur roi Bathanatos, fondent après la défaite de Brennos l'oppidum de Singidunum à proximité de la ville actuelle de Belgrade[6].

- Les Galates de Leonnarios et de Loutarios (20 000 personnes, dont 10 000 combattants) passent de Thrace en Asie Mineure pour soutenir Nicomède Ier, le roi de Bithynie (278/250 av. J.-C.), en guerre contre son frère Zipoétès II. Ils ravagent Novum Ilium (Troie), Éphèse et Milet. Nicomède Ier leur cède des territoires importants en échange[7].

- La reine Arsinoé Ire, accusée de conspiration, est exilée à Coptos. Peu après, Arsinoé, veuve de Lysimaque et de Ptolémée Kéraunos, réfugiée en Égypte en 279 av. J.-C., épouse son frère Ptolémée II Philadelphe, roi d'Égypte[8]. Celui-ci fondera plusieurs villes en son honneur. Ptolémée II reprend ainsi la coutume indigène du mariage consanguin.

## Décès
- Qu Yuan, poète chinois (ou -277, date traditionnelle).